# Gestione aziendale
La gestione aziendale è una attività aziendale riguardante  diversi aspetti, come ad esempio l'attività principale svolta allo scopo di produrre utili. L'espressione riferisce a tutti quei processi economici che concernono la missione aziendale principale, i suoi prodotti, i suoi servizi, il suo impatto sulla realtà circostante.

## Tipologia
In un'azienda industriale, la gestione operativa è composta dai processi industriali e commerciali: acquisto delle materie prime, loro trasformazione in prodotti, vendita degli stessi prodotti. In questo esempio, la gestione operativa si concentra principalmente nel massimizzare l'efficienza produttiva dei beni e nel massimizzarne la vendita. Nel conto economico, il risultato di tale gestione è il reddito operativo, vale a dire i ricavi ottenuti dalla vendita dei beni prodotti o dei servizi erogati dalla società stessa meno i costi sostenuti per produrli.
In un contesto industriale, la gestione operativa considera l’insieme di operazioni e processi che permettono il raggiungimento degli obiettivi della stessa azienda. Deve essere considerato un fenomeno unitario, ma in realtà composto da diverse unità, per ottimizzarne i processi e risultati. Da questa composizione, risultano diverse aree di gestione.
Una prima distinzione tra aree di gestione è tra la gestione ordinaria e la gestione straordinaria: la prima si riferisce a tutte le operazioni funzionali allo svolgimento della propria attività: l’acquisto di materie prime, la vendita di prodotti, il pagamento degli stipendi. La gestione straordinaria invece comprende tutte le operazioni ed i processi attivati all’occorrere di un evento imprevisto, eccezionale, o del tutto occasionale. Un esempio di gestione straordinaria è rappresentato dalla fusione con un’altra azienda.